# Der Untergang des Hauses Usher (2023)
Der Untergang des Hauses Usher (im Original The Fall of the House of Usher) ist eine Horrorserie von Regisseur Mike Flanagan, die 2022 in der kanadischen Stadt Vancouver gedreht und ein Jahr später bei Netflix veröffentlicht wurde. Die Serie greift Motive und Namen aus verschiedenen Veröffentlichungen von Edgar Allan Poe auf.

## Handlung
Roderick Usher, CEO eines milliardenschweren Pharmaunternehmens im Familienbesitz, erzählt dem Ermittler Auguste Dupin seine Lebensgeschichte sowie die grausamen Umstände des Todes seiner sechs Kinder. Die Serie zeigt, wie der Reichtum korrumpiert und die Menschen zu Betrug anstiftet. Als Leitmotiv zieht sich ein Rabe, der sich immer wieder in Verna verwandelt, durch alle Episoden. Verna ist ein Medium, das die Vergangenheit und Zukunft aller Usher-Familienmitglieder kennt.
Sowohl in den Titeln wie auch in der Handlung beziehen sich die einzelnen Folgen auf Kurzgeschichten von Edgar Allan Poe. So ist die Rahmenhandlung angelehnt an  Der Untergang des Hauses Usher und die einzelnen Episoden jeweils an Die Maske des Roten Todes, Mord in der Rue Morgue, Der schwarze Kater, Das verräterische Herz, Der Goldkäfer, Die Grube und das Pendel und Der Rabe.

## Episoden
| Nr. | Deutscher Titel                  | Originaltitel               | Regie             | Drehbuch                        |
| --- | -------------------------------- | --------------------------- | ----------------- | ------------------------------- |
| 1 | Mitternacht, von Gram umschattet | A Midnight Dreary           | Mike Flanagan     | Mike Flanagan                   |
| Roderick Usher, der zwielichtige CEO von Fortunato Pharmaceuticals, hat innerhalb von nur zwei Wochen seine sechs Kinder verloren: Frederick, die Unternehmerin Tamerlane, die Wissenschaftlerin Victorine, den Spiele-Mogul Leo, die PR-Chefin Camille und den prominenten Perry. Gemeinsam mit seiner Schwester Madeline, seiner Frau Juno und seiner Enkelin Lenore und seinem Vollstrecker Arthur Pym besucht er die Trauerfeier seiner letzten drei Kinder. Roderick sieht in der Kirche schaurige Erscheinungen. Er lädt seinen langjährigen Gegenspieler, den Ermittler Auguste Dupin, zu sich nach Hause ein, um diesem seine Verbrechen zu gestehen und die Umstände der Tode der Kinder zu erzählen. Roderick berichtet, wie 1962 seine und Madelines Mutter Eliza starb. Eliza entstieg jedoch ihrem Grab und tötete ihren früheren Arbeitgeber, den damaligen CEO von Fortunato, William Longfellow. Roderick nimmt an, dass dieser seine Mutter häufig missbräuchlich behandelte und sein Vater war. Zwei Wochen vor der Beerdigung luden Roderick und Madeline alle Kinder zu einem Abendessen ein, um herauszufinden, wer unter ihnen ein Informant der Strafverfolgungsbehörden ist. In der Gegenwart übernimmt Roderick die Verantwortung für den Tod der Kinder und erwähnt eine schicksalhafte Begegnung mit einer Frau namens Verna, die ihm bei einer Silvesterparty 1979/80 eine große Veränderung prophezeite. |                                  |                             |                   |                                 |
| 2 | Die Maske des Roten Todes        | The Masque of the Red Death | Mike Flanagan     | Mike Flanagan & Emmy Grinwis    |
| Im Jahre 1979 ermittelt Dupin bezüglich mehrerer exhumierter Leichen im Zusammenhang mit einer medizinischen Versuchsreihe. Roderick lebte zu jener Zeit mit Madeline, seiner ersten Frau Annabel sowie den jungen Kindern Frederick und Tamerlane zusammen. Erfolglos versuchte er damals, den CEO von Fortunato, Rufus Griswold, davon zu überzeugen, ein Schmerzmittel namens Ligadone ins Angebot aufzunehmen. In der Gegenwart streiten Dupin und Roderick darüber, ob Ligadone abhängig macht. Anschließend sprechen sie über den Tod von Perry, der ein ausschweifendes Leben führte und versuchte, ähnlich erfolgreich zu sein wie seine Geschwister. Perry möchte eine exklusive Masken-Party in einem leerstehenden Gebäude der Familie, welches wegen Umweltverschmutzungen und Problemen mit giftigen Abfällen in der Kritik steht, ausrichten. Fredericks frustrierte Ehefrau Morella besucht diese als Orgie geplante Party auf Perrys Wunsch ebenfalls. Verna ist ebenfalls Gast auf der Party. Sie empfiehlt allen Angestellten sowie Morella zu fliehen. Wie von Perry geplant wird zu einem bestimmten Zeitpunkt die Sprinkleranlage angestellt. Jedoch kommt aus dieser kein Wasser, sondern Säure, wodurch alle Gäste grausam sterben. Verna küsst den toten Perry und legt ihre Maske auf ihn. |                                  |                             |                   |                                 |
| 3 | Mord in der Rue Morgue           | Murder in the Rue Morgue    | Michael Fimognari | Mike Flanagan & Justina Ireland |
| In einer Rückblende erfährt man, dass Griswold Ligadone doch vermarktet hat. Madeline drängt Roderick, dies vorerst zu akzeptieren, bis seine Zeit gekommen sei. In der Gegenwart untersucht Pym den Ort von Perrys Party. Er findet dessen Leiche sowie Morella, die schwer verbrannt überlebt hat. Roderick gesteht Dupin, dass sie in den Wassertanks Säure gelagert haben, um Umweltbestimmungen zu umgehen. Camille möchte Perrys Tod nutzen, um in einer PR-Kampagne Sympathien für die Familie zu generieren. Zudem erkennt sie, dass Victorines Tierversuche nicht genehmigt und auch erfolglos sind. Verna gibt sich als Versuchsperson bei Victorine aus. Leo tötet – vermutlich im Drogenrausch – versehentlich die schwarze Katze seines Lebensgefährten Julius. Um Streit zu vermeiden, behauptet er, die Katze sei wohl weggelaufen. Camille verschafft sich Zugang zu Victorines Labor und begegnet dort Verna, die sie mit ihrem Hass auf ihre Schwester konfrontiert. Eines der Versuchstiere, ein Schimpanse, greift Camille an und tötet diese. |                                  |                             |                   |                                 |
| 4 | Der schwarze Kater               | The Black Cat               | Michael Fimognari | Mike Flanagan & Mat Johnson     |
| In einer Rückblende sieht man das erste Aufeinandertreffen von Dupin und Roderick. Dupin weist Roderick nach, dass Fortunato Rodericks Unterschrift fälscht. Madeline drängt Roderick erneut, dies zu akzeptieren, um irgendwann Fortunato zu übernehmen, was ihr Geburtsrecht sei. In der Gegenwart kauft Leo eine schwarze Katze, um sie Julius als die frühere, von Leo getötete Katze auszugeben. Roderick, Madeline und Pym sehen Verna auf den Aufnahmen der Sicherheitskamera in Victorines Labor. Victorine berichtet Roderick, dass sie wegen ihrer neuartigen Herzklappe mit Versuchen an Menschen angefangen hat. Roderick berichtet Madeline, dass er, wie ihre Mutter, an CADASIL leidet. Die schwarze Katze attackiert mehrfach Leo. Dieser beauftragt Verna, die Katze wieder mitzunehmen. Die Katze verletzt Leo schwer am Auge, kann jedoch nicht gefangen werden. Verna behauptet, die Katze verstecke sich hinter dem Verputz in den Wänden, worauf der halluzinierende Leo wie im Wahn beginnt, die Wohnung zu zerstören. Leo sieht die Katze schließlich auf dem Balkon, will sie dort fangen und stürzt dabei in den Tod. |                                  |                             |                   |                                 |
| 5 | Das verräterische Herz           | The Tell-Tale Heart         | Mike Flanagan     | Dani Parker                     |
| In einem Rückblick sieht man, wie Madeline und Roderick beschließen, mit Dupin zusammenzuarbeiten, um verbrecherische Machenschaften von Longfellow bzw. Fortunato aufzudecken. In der jüngeren Vergangenheit halluziniert Roderick seine Kinder Perry, Camille und Leo in der Kirche bei deren Beerdigungsfeier. Im Gespräch zwischen Dupin und Roderick erklärt Dupin, dass es keinen Informanten gab. Roderick, Madeline und Pym sehen Verna auf Fotos. Madeline vermutet, dass es sich um ein uneheliches Kind von Roderick und der Bardame in der Silvesternacht 1979/80 handelt, die zur Erbin werden möchte. Al realisiert, dass Victorine ihre Unterschrift auf Unterlagen für nicht erlaubte Versuche gefälscht hat. Al möchte Victorine daraufhin verlassen und droht dabei, die Machenschaften der Ushers aufzudecken. Victorine wirft ihr daraufhin einen Gegenstand an den Kopf, woran diese stirbt. Im Wahn versucht sie, Al durch das Einsetzen der neuartigen Herzklappe zu retten. Anschließend verdrängt sie ihre Tat, und das Geräusch der Herzklappe an der in der Wohnung versteckten Leiche treibt sie weiter in den Wahnsinn. Als sie im Beisein ihres Vaters, der sie an die Dringlichkeit ihrer Forschung und Humanversuche erinnern wollte, ihre Tat realisiert, tötet sie sich selbst. |                                  |                             |                   |                                 |
| 6 | Der Goldkäfer                    | The Goldbug                 | Mike Flanagan     | Mike Flanagan & Rebecca Klingel |
| In einem Rückblick wird gezeigt, wie Roderick entgegen Annabels Bedenken versucht, belastbares Material gegen Griswold und Fortunato zu kopieren. In der Gegenwart leidet Tamerlane, die ihren Freund Bill verlassen hat, an Schlaflosigkeit und Stress, kurz bevor ihr Wellness-Paket „Goldbug“ der Öffentlichkeit präsentiert werden soll. Dupin fragt Roderick, wieso er ihm Ereignisse rund um die Tode der Kinder berichten kann, bei denen er nicht dabei war. Roderick entgegnet, die (toten) Kinder hätten sie ihm erzählt. Madeline überzeugt Roderick, dass Verna eine Gefahr darstellt. Mit nun vier toten Kindern wird die Gruppe der Ushers im Aufsichtsrat kleiner. Pym hat zwischenzeitlich Verna auf teilweise mehr als hundert Jahre alten Bildern entdeckt, immer mit prominenten oder entscheidenden Personen der Geschichte. Bei der Goldbug-Präsentation wird Tamerlane von Halluzinationen von Verna geplagt, und die Präsentation endet abrupt und desaströs, als Tamerlane unbeabsichtigt Juno verletzt. Madeline sieht Verna ebenfalls, aber Verna scheint sich in Staub aufzulösen, als Madeline nach ihr greift. Morella kann wieder sprechen, doch Frederick gibt ihr ein Mittel, um die Besserung rückgängig zu machen. Tamerlane ist nach der gescheiterten Präsentation zurück zuhause, wo sie weiter von Verna verfolgt wird. Sie zerschlägt die Spiegel in ihrer Wohnung, in denen sich ihr Verna zeigt, dabei verletzt sie sich tödlich an den Scherben. |                                  |                             |                   |                                 |
| 7 | Die Grube und das Pendel         | The Pit and the Pendulum    | Michael Fimognari | Mike Flanagan & Jamie Flanagan  |
| Madeline möchte Fortunato zu einer Tech-Firma umbauen, die mit Künstlicher Intelligenz das Bewusstsein eines Menschen kopiert und so eine Art Unsterblichkeit anbietet. Pym soll dies dem Aufsichtsrat vorschlagen. Frederick gibt Morella ein Mittel, das diese lähmt, und zieht ihr aus Rache für ihre vermeintliche Untreue einen Zahn. Gesteuert von Verna und unbemerkt von ihm selbst füllt er dabei das Lähmungsmittel auch in sein Kokain. Im Jahr 1979 sagt Roderick nicht gegen Fortunato aus, und steigt so in der Gunst von Rufus noch weiter auf. Juno, die seit einem schweren Unfall eine hohe Dosis Ligodone nimmt, berichtet Roderick, dass sie das Mittel absetzen möchte. Als Roderick ihr erklärt, dass er nur mit ihr zusammen ist, weil ihre Medikamenteneinnahme sehr gute Werbung für das Produkt ist, und dass sie das Mittel nicht absetzen darf, verlässt sie ihn. Frederick soll sich um den Abriss des Gebäudes, in dem Perry die Party veranstaltete, kümmern. Dort angekommen, nimmt er das mit dem Lähmungsmittel gemischte Kokain, und bricht zusammen. Er stirbt bei den Abrissarbeiten, wobei sein Körper durch ein wie ein Pendel schwingendes Gebäudeteil in zwei Hälften geteilt wird. Roderick versucht, auch auf Drängen von Madeline, sich das Leben zu nehmen. Verna verhindert dies. |                                  |                             |                   |                                 |
| 8 | Der Rabe                         | The Raven                   | Michael Fimognari | Mike Flanagan & Kiele Sanchez   |
| Lenore ruft die Polizei, um ihre Mutter zu retten. Bei einer Feier von Fortunato zum Jahreswechsel 1979/80 wird Roderick wie ein Held gefeiert. Madeline schenkt Rufus ein Glas Amontillado ein, das sie mit Cyanid vergiftet hat. Sie lockt Rufus in den Keller des in Bau befindlichen künftigen Firmensitzes. Er bricht zusammen und wird von Madeline und Roderick lebendig eingemauert. Roderick wird ihn im Aufsichtsrat ersetzen. Anschließend begeben sie sich in eine Bar, um ein Alibi zu haben. Dort treffen sie erstmals Verna, die ihnen Macht und Geld verspricht, wenn sie zustimmen, dass mit ihnen auch ihre Blutlinie sterben wird. Roderick und Madeline stimmen zu, werden den Vorgang aber später verdrängen. Lenore stirbt einen friedlichen Tod, und Verna prophezeit ihr zuvor noch, dass ihre Mutter viel Geld erben wird, das sie mittels einer nach Lenore benannten Non-Profit-Organisation für karitative Dinge einsetzen und so sehr viele Menschen retten wird. Roderick erklärt Dupin, dass die ständigen Nachrichten von Lenore nicht von ihr selbst stammen, sondern von der von Madeline konzipierten Künstlichen Intelligenz, die mit Lenores Daten gefüttert wurde. Verna konfrontiert Roderick damit, dass Ligodone weltweit unzählige Menschen getötet hat. Roderick tötet Madeline und ersetzt ihre Augen wie in einem altägyptischen Ritual durch Steine. Am Ende von Rodericks Geständnis gegenüber Dupin erwacht Madeline wieder zum Leben und erwürgt Roderick. Dupin kann das Gebäude noch verlassen, bevor das Haus in sich zusammenfällt. Juno erbt Fortunato und löst das Unternehmen auf. Die Erlöse setzt sie für ein Drogenentzugsprogramm ein. Pym wird verhaftet, wobei er zuvor auf ein Geschäft mit Verna verzichtet, die ihm Straffreiheit angeboten hat. Dupin geht in Rente, ohne das mitgezeichnete Geständnis zu veröffentlichen. |                                  |                             |                   |                                 |
| Am 12. Oktober 2023 wurden alle Folgen der Staffel gleichzeitig bei Netflix veröffentlicht. |                                  |                             |                   |                                 |

## Besetzung und Synchronisation
Die deutschsprachige Synchronisation entstand nach Dialogbüchern von Ralf Pel und Thomas Maria Lehmann  unter der Dialogregie von Torsten Sense und Ralf Öl durch RRP Media.
| Rolle                   | Beschreibung                                          | Zeit         | Darsteller        | Synchronsprecher.  |
| Hauptfiguren            | Hauptfiguren                                          | Hauptfiguren | Hauptfiguren      | Hauptfiguren       |
| ----------------------- | ----------------------------------------------------- | ------------ | ----------------- | ------------------ |
| Verna                   |                                                       | 1979, 2023   | Carla Gugino      | Victoria Sturm     |
| Roderick Usher          | CEO von Fortunato Pharmaceuticals                     | 2023         | Bruce Greenwood   | Oliver Stritzel    |
| Roderick Usher          | CEO von Fortunato Pharmaceuticals                     | 1979         | Zach Gilford      | Tobias Nath        |
| Roderick Usher          | CEO von Fortunato Pharmaceuticals                     | 1962         | Graham Verchere   | Nando Schmitz      |
| Madeline Usher          | COO von Fortunato Pharmaceuticals                     | 2023         | Mary McDonnell    | Andrea Solter      |
| Madeline Usher          | COO von Fortunato Pharmaceuticals                     | 1979         | Willa Fitzgerald  | Josephine Schmidt  |
| Madeline Usher          | COO von Fortunato Pharmaceuticals                     | 1962         | Lulu Wilson       | Selina Böttcher    |
| Frederick Usher         | Rodericks legitimer Sohn aus erster Ehe               | 2023         | Henry Thomas      | Viktor Neumann     |
| Camille L’Espanaye      | Uneheliche Tochter Rodericks, PR-Chefin für Fortunato | 2023         | Kate Siegel       | Nadine Heidenreich |
| Napoleon „Leo“ Usher    | Unehelicher Sohn Rodericks, drogenabhängig            | 2023         | Rahul Kohli       | Julian Tennstedt   |
| Tamerlane Usher         | Rodericks legitime Tochter erster Ehe                 | 2023         | Samantha Sloyan   | Nora Kunzendorf    |
| Victorine LaFourcade    | Uneheliche Tochter Rodericks, Chirurgin               | 2023         | T’Nia Miller      | Franziska Endres   |
| Rufus Griswold          | CEO von Fortunato vor Roderick                        | 1979         | Michael Trucco    | Samuel Zekarias    |
| Annabel Lee             | Rodericks erste Frau                                  | 1979         | Katie Parker      | Meryem Basar       |
| Prospero „Perry“ Usher  | Unehelicher Sohn Rodericks                            | 2023         | Sauriyan Sapkota  | Marc Bluhm         |
| William „Bill-T“ Wilson | Tamerlanes Mann                                       | 2023         | Matt Biedel       | Imme Aldag         |
| Morella Usher           | Fredericks Frau                                       | 2023         | Crystal Balint    | Annabelle Mandeng  |
| Juno Usher              | Rodericks zweite Frau                                 | 2023         | Ruth Codd         | Emily Gilbert      |
| Lenore Usher            | Fredericks und Morellas Tochter                       | 2023         | Kyliegh Curran    | Celina Gaschina    |
| C. Auguste Dupin        | stellvertretender Staatsanwalt                        | 2023         | Carl Lumbly       | Frank Röth         |
| C. Auguste Dupin        | stellvertretender Staatsanwalt                        | 1979         | Malcolm Goodwin   | Dirk Talaga        |
| Arthur Pym              | Anwalt der Ushers                                     | 2023         | Mark Hamill       | Stefan Gossler     |
| Weitere                 |                                                       |              |                   |                    |
| Eliza Usher             | Rodericks und Madelines Mutter                        | 1962         | Annabeth Gish     | Daniella Erdmann   |
| William Longfellow      | CEO von Fortunato, Rodericks und Madelines Vater      | 1962         | Robert Longstreet | Jan Sosniok        |
| Dr. Alessandra Ruiz     | Victorines Partnerin, Chirurgin                       | 2023         | Paola Nuñez       | Jennifer Bischof   |
| Toby                    | Camilles Assistenten                                  | 2023         | Igby Rigney       | Nico Wiek          |
| Tina                    | Camilles Assistenten                                  | 2023         | Aya Furukawa      | Christina Wöllner  |
| Julius                  | Leos Lebensgefährte                                   | 2023         | Daniel Chae Jun   | Amadeus Strobl     |

## Entstehung
Mike Flanagan hatte für Netflix mit Spuk in Hill House sowie Spuk in Bly Manor bereits zwei erfolgreiche Serien realisiert. Im Oktober 2021 kündigte Netflix an, dass mit ihm eine neue Miniserie entwickelt werde, die auf der Kurzgeschichte Der Untergang des Hauses Usher sowie anderen Arbeiten von Edgar Allan Poe basieren würde. Die Dreharbeiten begannen am 31. Januar 2022 in der kanadischen Stadt Vancouver und wurden am 9. Juli 2022 abgeschlossen.

## Veröffentlichung
Die ersten beiden Folgen wurden erstmals im Rahmen des Filmfestivals „Fantastic Fest“ in Austin, Texas im September 2023 gezeigt. Alle acht Folgen wurden schließlich am 12. Oktober 2023 in das Programm von Netflix aufgenommen.

## Rezeption
Einen Tag nach Veröffentlichung erreichte die Serie bei IMDb eine Wertung von 7,8 von 10, und bei der Rezensionen sammelnden Webseite Rotten Tomatoes 91 %.
Das Lexikon des internationalen Films gibt vier von fünf Sternen und lobt die Serie als „kühle, mitreißende Saga über Ambitionen, Macht und die Folgen des Strebens danach“, die  „elegant mit Motiven und Figuren aus dem Erzählkosmos von Edgar Allan Poe [spielt] und […] diese zu einer eigenständigen, auf Schieflagen in den gegenwärtigen USA abzielenden Story [verbindet].“

## Anspielungen und Querverweise
In die Serie sind diverse Querverweise, Anspielungen und Easter Eggs eingearbeitet, die auf das Werk und auch das Leben von Edgar Allan Poe verweisen. Gleichzeitig existieren Realverweise auf Familie Sackler, die mit Oxycodon (Oxycontin) eine bis heute in den USA andauernde Opioid-Krise auslöste.

### Namen
- Die Folgen zwei bis acht tragen den Namen von Werken von Edgar Allan Poe. Die erste Folge entlehnt ihren Titel der ersten Zeile des Gedichts Der Rabe (englisch The Raven).
- Verna ist ein Anagramm von „Raven“ und verweist so auf das gleichnamige Gedicht.
- Die Mutter von Roderick und Madeline heißt Eliza. Poes Mutter hieß Elizabeth „Eliza“ Arnold Hopkins Poe.
- Annabel Lee ist auch der Name eines Gedichts von Poe aus dem Jahr 1849.
- Frederick ist der Name des jungen Barons in Poes Kurzgeschichte Metzengerstein von 1832.
- Camille L'Espanaye ist auch der Name einer Figur in Poes Kurzgeschichte Der Doppelmord in der Rue Morgue.
- Napoleon ist auch der Name des Erzählers in Poes Kurzgeschichte Die Brille, im Original The Spectacles.
- Tamerlane ist auch der Name eines Gedichtes von Poe, veröffentlicht 1827 im Gedichtband Tamerlane and Other Poems.
- Rufus Griswold verweist auf Rufus Wilmot Griswold, der Poe nach dessen Tod als Drogenabhängigen darstellte.
- Fortunato ist der Name der Person, der in Poes Kurzgeschichte Das Fass Amontillado vom Ich-Erzähler eingemauert wird.
- William T. Wilson erinnert an den Titel einer Kurzgeschichte Poes aus dem Jahr 1839, William Wilson.
- Arthur Pym ist zugleich der Name der Hauptperson in Poes einzigem Roman, The Narrative of Arthur Gordon Pym of Nantucket.
- Rodericks sympathisch gezeichnete Enkeltochter Lenore trägt den Namen der im Gedicht Der Rabe erwähnten, verstorbenen Liebe.
- Auguste Dupin ist auch der Name eines Detektivs in mehreren Erzählungen Poes.
- Prospero ist auch der Name des Prinzen, der in Poes Erzählung Die Maske des Roten Todes die Festlichkeit ausrichtet.
- Morella ist auch der Name einer 1835 erschienenen Erzählung von Poe.
- Victorine LaFourcade ist zugleich der Name einer lebendig begrabenen Person in Poes Kurzgeschichte The Premature Burial (1844), dort allerdings ohne Binnenmajuskel (Lafourcade) geschrieben.
- William Longfellow verweist auf Henry Wadsworth Longfellow, einen Zeitgenossen Poes, dem Poe Plagiat vorwarf.
- Ligadone verweist auf Ligeia, ein Gedicht Poes und spielt auf Oxycontin an. Der Familie Sackler gehörte das inzwischen für insolvent erklärte Unternehmen Purdue Pharma, das im Jahr 1995 das Schmerzmittel Oxycontin auf den Markt gebracht hatte. Das stark abhängig machende Schmerzmittel löste in den USA eine Opioid-Krise aus, die bis heute anhält.[9]

### Weiteres nach Folgen
Folge 1: Mitternacht, von Gram umschattet
- Zu Beginn ist das Lied Another Brick in the Wall von Pink Floyd zu hören. Dies erinnert textlich an Das Fass Amontillado, in der eine Person eingemauert wird.
- In der Kirche zitiert der Pfarrer aus Poes Gedichten For Annie und Spirits of the Dead sowie aus den Kurzgeschichten The Premature Burial und The Imp of the Perverse.

Folge 2: Die Maske des Roten Todes
- Metzer, der Name des Chemikers, der Ligodone entwickelt hat, erinnert an Metzengerstein.
- In einer Szene sagt Madeline zu ihrem Angestellten Toby „Toby, damn it!“. Die Hauptfigur in Poes Kurzgeschichte Never Bet the Devil Your Head von 1841 heißt Toby Dammit.
- Lenore nennt ihren Großvater „Grampus“. Dies ist auch der Name eines Schiffs in The Narrative of Arthur Gordon Pym of Nantucket.

Folge 3: Mord in der Rue Morgue
- In der titelgebenden Kurzgeschichte werden die Personen durch einen Orang-Utan getötet. In dieser Folge wird Camille von einem Schimpansen getötet.
- Die Forschungseinrichtung trägt den Namen Roderick Usher Experimental, kurz also RUE.
- Camille möchte Prospero nach dessen katastrophaler Party als Amerikas gefallenen Prinzen darstellen. In Die Maske des Roten Todes war die einladende Person zu einer Feierlichkeit, bei der alle Anwesenden sterben, Prinz Prospero.
- Auf Vernas Security-Namensschild steht „Le Bon“. Dies ist auch der Name einer Figur in Der Doppelmord in der Rue Morgue.

Folge 4: Der schwarze Kater
- Wie in der Kurzgeschichte gleichen Namens heißt der Kater von Leo und Julius Pluto.
- Julius' Name erinnert an Poes unvollendeten Roman Das Tagebuch des Julius Rodman.

Folge 5: Das verräterische Herz
- Die Geschichte um Victorine ist inhaltlich sehr nah an der Kurzgeschichte Das verräterische Herz.
- Als Roderick Victorine empfängt, läuft im Hintergrund das Lied The Tell-Tale Heart von The Alan Parsons Project, das ebenfalls auf dieser Kurzgeschichte basiert.

Folge 6: Der Goldkäfer
- Auf dem Ausweis steht „Clemm Pamela, 1849 Reynolds Street“. Clemm war der Mädchenname von Poes früh verstorbener Frau, Virginia Eliza Clemm Poe. 1849 ist Poes Todesjahr. Vor seinem Tod soll er mehrfach nach jemandem namens Reynolds gerufen haben.[10]
- Roderick berichtet aus dem Leben des Arthur Gordon Pym. Die geschilderten Erlebnisse sind Poes einzigem Roman, The Narrative of Arthur Gordon Pym of Nantucket, entnommen.
- Pym berichtet von einer Verabredung zum Essen mit einem Richard Parker. In The Narrative of Arthur Gordon Pym of Nantucket ist Richard Parker der Name eines Seefahrers, der nach einem Schiffbruch Kannibalismusopfer wird.
- Roderick zitiert aus dem Gedicht A Dream Within a Dream und der Erzählung Eleonora.
- Morella und Lenore schauen Das Pendel des Todes, einen Horrorfilm von Roger Corman aus dem Jahr 1961. Der Film basiert auf Poes Kurzgeschichte Die Grube und das Pendel.

Folge 7: Die Grube und das Pendel
- Verna zitiert aus Poes Gedicht The City in the Sea.
- Fredericks Tod durch ein schwingendes Gebäudeteil ist inspiriert von der Kurzgeschichte Die Grube und das Pendel.
- Roderick zitiert im Gespräch mit Dupon Poes Gedicht Annabel Lee.
- Dass Frederick von Morries Lächeln spricht und ihr schließlich einen Zahn zieht, erinnert inhaltlich an den gleichen Vorgang in Poes Erzählung Berenice von 1835. In der Serie wird die Tat nicht explizit gezeigt, und in der Erzählung wird der Vorgang auch nur angedeutet.

Folge 8: Der Rabe
- Während Roderick und Madeline Rufus einmauern, läuft Pink Floyds 1979 veröffentlichtes Lied Another Brick in the Wall, vgl. Folge 1.
- Inhaltlich erinnert Rufus' Schicksal an Das Fass Amontillado. In jener Kurzgeschichte wird eine Person namens Fortunato in einen Keller gelockt und dort eingemauert. Zudem schenkt Madeline Rufus in der Rückblende der Silvesternacht einen Amontillado-Sherry aus dem Jahr 1925 ein.
- Rodericks missglückter Versuch der Mumifizierung Madelines sowie deren Rückkehr ins Leben erinnern an die Kurzgeschichte Some Words with a Mummy von 1845.
- Die künstliche Intelligenz, die Lenores Bewusstsein kopieren soll, sendet wiederholt das teilweise falsch geschriebene Wort „Nevermore“ auf Rodericks Handy. Dies ist zugleich das einzige Wort, das der Rabe in Poes Gedicht Der Rabe spricht.